# Tellervo fruhstorferi
Tellervo fruhstorferi är en fjärilsart som beskrevs av Van Eecke 1915. Tellervo fruhstorferi ingår i släktet Tellervo och familjen praktfjärilar. Inga underarter finns listade i Catalogue of Life.